# Miss Piel Dorada Internacional 2016
La 21.ª edición del certamen de Miss Piel Dorada Internacional se realizó el día 27 de abril de 2016 en las instalaciones del teatro de la ciudad, Tapachula. Chiapas, México encargado por la presidenta Josefina de León Duque.
Cabe destacar que Miss Piel Dorada Internacional es un certamen que no solo promociona la belleza de cada país, sino también los lugares turísticos,  las riquezas, gastronomía, artesanías entre otros. Y este año será transmitido en formato Reality Show por la cadena TELEVISA.
Estefania Castañeda Miss Piel Dorada Internacional 2014 coronó a su sucesora Yesenia Macias Atilano representante de México
- Presentaciones y grabaciones en Comitán, Lago Montebello y Lago Tziscao. Con las hermosas participantes "Miss Piel Dorada Internacional 2016"
- 16 de marzo Pasarela en el Parque Central de Comitán.
- 17 t 18 de marzo Grabaciones y sesión fotografía en Lago Montebello y Lago Tziscao, La Trinitaria, Chiapas.

## Resultados
| Resultados Final                             | País      | Candidata                          |
| -------------------------------------------- | --------- | ---------------------------------- |
| Miss Piel Dorada Internacional 2016          | Nicaragua | Katherine Elizabeth Guadamuz Tapia |
| Virreina Miss Piel Dorada Internacional 2016 | México    | Palmira Barba Sánchez              |
| Primera Finalista                            | Colombia  | Alexandra Rochas Rodríguez         |
| Segunda Finalista                            | Paraguay  | Micaela Leonor Bogado Pedrozo      |
| Tercera Finalista                            | Guatemala | Sol Medina                         |

## Entrega de Títulos Previos
La entrega de títulos se efectuaron durante la noche final del concurso
| Títulos                           | País      | Candidata                          |
| --------------------------------- | --------- | ---------------------------------- |
| Miss Piel Dorada Traje Estilizado | Nicaragua | Katherine Elizabeth Guadamuz Tapia |
| Miss Piel Dorada Traje Típico     | Bolivia   | Sarah Nohelia Terán Antezana       |
| Miss Piel Dorada Fotogénica       | Perú      | Joan Lindsay Sotelo                |
| Miss Piel Dorada Simpatía         | Paraguay  | Micaela Leonor Bogado Pedrozo      |

## Candidatas
9 hermosos señoritas fueron confirmadas a participar en el concurso de Miss Piel Dorada Internacional 2016
| País              | Candidata                          | Estatura (Cm) | Ciudad           |
| ----------------- | ---------------------------------- | ------------- | ---------------- |
| Argentina         | María Guillermina Peñafort         | 171           | Tucumán          |
| Bolivia           | Sarah Nohelia Terán Antezana       | 170           | Guayaramerin     |
| Colombia          | Alexandra Rochas Rodríguez         | 167           | Floridablanca    |
| Costa Rica        | Mischelle González Castillo        | 173           | Liberia          |
| Ecuador           | Justine Guerrero Sánchez           | 170           | Ibarra           |
| El Salvador       | Lidia Gaita                        | 177           | San Salvador     |
| Guatemala         | Sol Medina                         | 169           | Chichicastenango |
| Honduras          | Ledis Danessa Sevilla Cerros       | 171           | Comayagua        |
| Islas de la Bahía | Lita Woods                         | 170           | El Progreso      |
| México            | Palmira Barba Sánchez              | 174           | Cancún           |
| Nicaragua         | Katherine Elizabeth Guadamuz Tapia | 178           | Diriamba         |
| Panamá            | Carmen Librada De Gracia Navarro   | 175           | David            |
| Paraguay          | Micaela Leonor Bogado Pedrozo      | 177           | Lambare          |
| Perú              | Joan Lindsay Sotelo                | 178           | Arequipa         |